# Матрос-Таранець Ігор Миколайович

Матрос-Таранець Ігор Миколайович (нар. 27 грудня 1963, м. Маріуполь) — український щелепно-лицевий хірург, військовий лікар, доктор медичних наук, професор, полковник медичної служби; Заслужений лікар України . Автор понад 200 наукових праць, дев’яти монографій, шести навчальних посібників, має 26 патентів на винахід.

## Освіта
- 1986 — закінчив Донецький національний медичний університет за спеціальністю «стоматологія».
- 1988 — спеціалізація «хірургічна стоматологія» в Харківській академії післядипломної освіти.
- 1994 — захистив кандидатську дисертацію «Біомеханічне обґрунтування розроблених та відомих методів лікування переломів нижньої щелепи».
- 2001 — захистив докторську дисертацію «Травматичні пошкодження щелепно-лицевої ділянки:інфраструктура , закономірності локальних м’язових порушень, лікування».

## Кар’єра
- 1986–1988 — лікар-щелепно-лицевий хірург Маріупольської ЛШМД.
- 1988–1990 — завідувач відділення щелепно-лицевої хірургії тієї ж лікарні.
- 1990–2014 — асистент, доцент, а з 1998 — завідувач кафедри хірургічної стоматології ДНМУ.
- 2000–2014 — керівник Донецького міжобласного центру дитячої щелепно-лицевої хірургії; 2010–2014 — медичний директор Донецького Центру дентальної імплантології.
- 2014–2023 — професор кафедри щелепно-лицевої хірургії та стоматології УВМА.
- 2016–2023 — начальник стоматологічного відділення Військово-медичного клінічного центру Східного регіону (м. Дніпро).
- З 2023 — директор Медичного центру ДДМУ.

### Наукова діяльність
Ігор Миколайович безперервно займається науково-дослідною роботою від 1986 року, успішно поєднуючи її з лікувально-хірургічною та педагогічною практикою. Його основні наукові інтереси охоплюють: травматологію щелепно-лицевої ділянки, реконструктивну й пластичну хірургію обличчя та щелеп, дентальну імплантологію, онкостоматологію, а також організацію й тактику медичного забезпечення військ. У межах цих напрямів учений досліджує біомеханіку переломів щелеп , локальні м’язові дисфункції при черепно-лицевих травмах, реконструктивні методики остеосинтезу та електроміографічний моніторинг у клінічній і експериментальній стоматології.
- Керує науковими дослідженнями з 1996 р.; підготував 10 кандидатів медичних наук (PhD) та понад 30 клінічних ординаторів.
- Є членом трьох спеціалізованих учених рад із захисту докторських і кандидатських дисертацій; виступив офіційним опонентом на 5 докторських та 24 кандидатських захистах.
- Входить до редакційних колегій фахових журналів «Oral and General Health», «Dental Science and Practice» та інших, забезпечуючи експертний рецензентський супровід галузевих публікацій.

Науковий доробок професора налічує понад 200 статей, 9 монографій, 6 навчальних посібників і 26 патентів. Його публікації індексуються у базах Scopus та Web of Science, а результати досліджень неодноразово презентовано на міжнародних конференціях у Туреччині, Сирії, Ізраїлі та інших країнах. Напрацювання І. М. Матрос-Таранця стали основою сучасних протоколів лікування складних травм обличчя у військовій та цивільній хірургічній практиці й упроваджені в навчальний процес провідних медичних університетів України.

### Участь у бойових діях
- Січень 2015 — травень 2016 — лікар-хірург медичного пункту Окремого загону спеціального призначення «Азов» НГУ. Брав безпосередню участь в обороні Маріуполя та у Павлопіль-Широкинській наступальній операції, виконуючи:
  - первинне сортування та стабілізацію поранених безпосередньо на лінії зіткнення;
  - організацію тактичної евакуації до тилових шпиталів;
  - проведення реанімаційних і хірургічних втручань у польових умовах;
  - навчання особового складу підрозділу принципам тактичної медицини.

На той час був єдиним офіцером-лікарем у складі ОЗСП «Азов»; координував роботу санітарного транспорту , взаємодію з військово-медичними підрозділами сектору «М» та цивільними лікувальними закладами.
- 2016 — 2023 — начальник стоматологічного (щелепно-лицевого) відділення ВМКЦ Східного регіону (м. Дніпро). Організував багатопрофільну хірургічну допомогу пораненим, запровадив протоколи відновлювальних операцій та систему післяопераційної реабілітації.
- Загальні результати служби (2014 — 2024):
  - надав медичну та консультативну допомогу понад 20 000 військовослужбовцям;
  - виконанав більш ніж 3 000 хірургічних операцій найвищої складності;
  - розробив та впровадив алгоритми екстреної стабілізації поранень обличчя й шиї для польових умов.

## Основні праці
- Електроміографія в стоматології. — Донецьк, 1997.
- Біомеханічні дослідження в експериментальній стоматології. — Донецьк, 1998.
- Функціонально-стабільний остеосинтез нижньої щелепи. — Донецьк, 1998.
- Військово-лікарська експертиза ЗСУ. — Донецьк, 1999.
- Щелепно-лицевий травматизм у промисловому мегаполісі (співавт.). — Донецьк, 2001.
- Локальні м’язові дисфункції при переломах кісток лицевого черепа (співавт.). — Донецьк, 2003.
- Травматичні пошкодження щелепно-лицевої ділянки. — монографія, Донецьк, 2002.
- Гістогенез пухлин слинних залоз (співавт.). — Полтава, 2015.

## Нагороди
- «Заслужений лікар України» — 2025 р. (Указ Президента України № 424/2025).
- Державні нагороди ,  відомчі нагороди МОУ  , МВС та НГУ (2015–2024).                          • нагороди ПЦУ